# 史丹佛山
史丹佛山（英語：Stamford Hill）是倫敦北部的一個地區，大部分地區屬於哈克尼倫敦自治市，小部分地區屬於哈林蓋倫敦自治市，位於查令十字北北東5.5英里（8.9）。這一地區大約居住有3萬人哈西迪猶太人，是歐洲最大的哈西迪猶太人社區。該地區有人口66,569人。	

## 外部連結
- memories of Montefiore House School 1944-1950 （页面存档备份，存于）
- 2001 Census profile: The Jewish population of London - GLA Data Management Group (September 2006) accessed 13 December 2006
- The Reservoirs Nature Society (TeRNS)